# Qt Extended Improved
Qt Extended Improved — платформа[прояснить] для мобильных устройств Openmoko, построенных на базе Linux. Является форком Qt Extended, разработанного компанией Qt Software, при поддержке Nokia.

## Возможности
Возможности Qt Extended:
- Оконная система
- Фреймворк для синхронизации
- Окружение для разработчиков
- Поддержка локализации
- Игры и мультимедиа
- Органайзер
- Полноэкранное письмо «от руки»
- Методы ввода
- Настройки персонализации
- Офисные приложения
- Интернет-приложения
- Интеграция Java
- Поддержка беспроводной связи

## Устройства
Qt Extended Improved предназначен для запуска на Openmoko-устройствах, таких, как Neo 1973 и FreeRunner.

## Разработка программ
Нативные приложения могут быть разработаны и скомпилированы с помощью C++. Управляемые приложения могут быть разработаны на Java.